# PixelJunk Racers
PixelJunk Racers est jeu vidéo développé et édité par Q-Games.  Il s’agit d’un jeu jeu de course publié sur PlayStation 3. Il est le premier opus de la série PixelJunk.

## Système de jeu
Le joueur contrôle la vitesse de la voiture avec le bouton R.